# (15111) Winters
(15111) Winters est un astéroïde de la ceinture principale.

## Description
(15111) Winters est un astéroïde de la ceinture principale. Il fut découvert le 6 février 2000 à Socorro par LINEAR. Il présente une orbite caractérisée par un demi-grand axe de 2,35 UA, une excentricité de 0,25 et une inclinaison de 5,4° par rapport à l'écliptique.

## Compléments